# Малый Дор (Архангельская область)
Малый Дор — деревня в Устьянском районе Архангельской области.

## География
Находится в южной части Архангельской области на расстоянии приблизительно 9 км на юг-юго-восток по прямой от административного центра района поселка Октябрьский.

## История
В 1939 году уже отмечалась как деревня Кустовского сельсовета Устьянского района. До 2022 года входила в Малодорское сельское поселение до его упразднения.

## Население
Численность населения: 91 человек (русские 96 %) в 2002 году, 83 в 2010.